# اکراپانگ
اکراپانگ (به لاتین: Akropong) یک منطقهٔ مسکونی در غنا است که در منطقه شرقی (غنا) واقع شده‌است.

## خصوصیات
اکراپانگ ۱۳٬۷۸۵ نفر جمعیت دارد.